# Homo erectus
A Homo erectus (magyarul: „felegyenesedett ember”; néha azonosítva a Homo ergaster, azaz "munkás ember" fajjal) az emberi nem (Homo) egyik faja. Köznapi nevén az előemberek közé tartozik. Mintegy 1,8 millió (mások szerint 1,2 millió) évvel ezelőtt jelent meg és kb. 200 ezer évvel ezelőtt tűnt el. Afrikában alakult ki, de eljutott Ázsia és Európa területeire is.

## Felfedezésük, elnevezésük
Az első leleteit Jáva szigetén (Dubois, 1891), Németországban (Schoetensack, 1908) és Kínában, Peking mellett (Black, 1927) találták meg, tehát jóval később, mint a neandervölgyi embert (Belgium, 1829). Kezdetben az előember egyes leleteit külön néven tartották nyilván: a jávai leleteknek a Pithecanthropus erectus nevet adták (köznapi nevükön: jávai előember); a németországi leletek a Homo heidelbergensis nevet kapták (köznapi nevükön heidelbergi ember); a pekingi leleteket pedig Sinanthropus pekinensis néven nevezték el (köznapi nevükön pekingi előember). Az ázsiai leletek hasonlósága alapján Weidenreich 1940-ben azt javasolta, hogy Homo erectus néven közös fajba sorolják őket, amit a tudományos világ – hosszas viták után – 1962-ben meg is tett.

## Besorolásuk

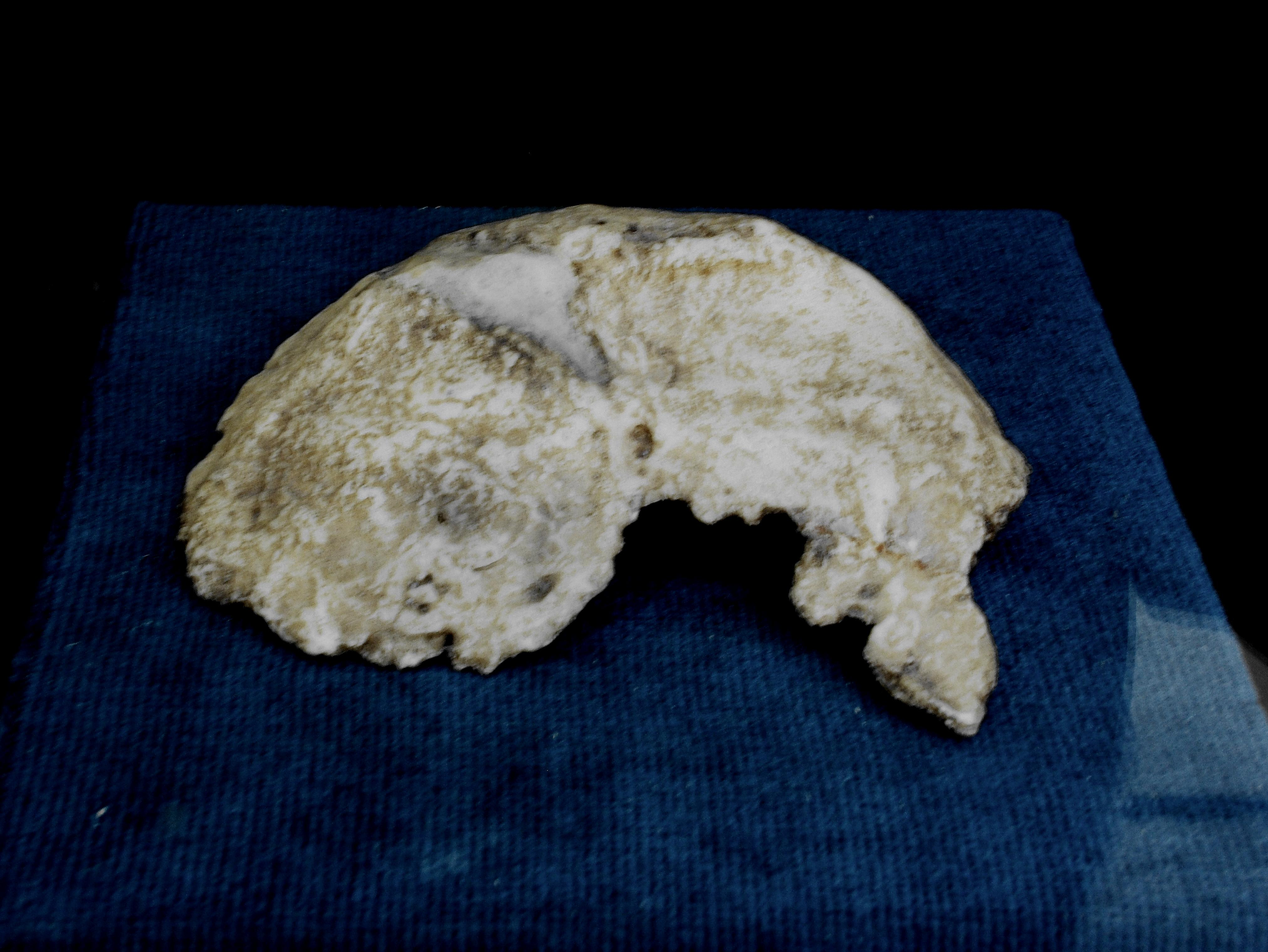
"Ecce Homo":(Homo erectus (seu sapiens) palaeohungaricus, Sámuel)

A kutatók szerint a Homo erectus az emberi nem (Homo) első képviselőitől, a 3,5-1,8 millió évvel ezelőtt élt Homo rudolfensis-től és Homo habilis-tól származott. Kialakulásának pontos ideje azért vitatott, mivel egyesek szerint a közelmúltban talált Homo ergaster („turkanai fiú”, Richard Leakey, 1984) külön fajba tarkozik, míg mások szerint a Homo erectus egy korai formája.
A Homo erectus késői afrikai változata vagy leszármazottja volt a Homo rodesiensis, amelyből a mai ember (Homo sapiens) valószínűleg kialakult mintegy 150-200 000 évvel ezelőtt: legalábbis a maradványok jellegzetességeinek folytonos átmenete ezt sugallja. Az Európában és a Közel-Keleten élt neandervölgyi ember (Homo neanderthalensis) feltehetően a Homo erectus európai változatából, illetve utódjából, a heidelbergi emberből fejlődött ki, ugyancsak 150-200 000 évvel ezelőtt.
Többen (például Richard Leakey és Milford Wolpoff) a Homo erectust nem tartják érvényes taxonnak (külön fajnak), mivel az szerintük nem különíthető el faj szintjén a Homo sapienstől és Homo neanderthalensistől.
Legújabb feltevések szerint a H. erectus nem a H. habilis leszármazottja, hanem a H. rudolfensis fajé, a H. ergaster átmeneti formán keresztül.

## Alfajok
- Homo erectus georgicus

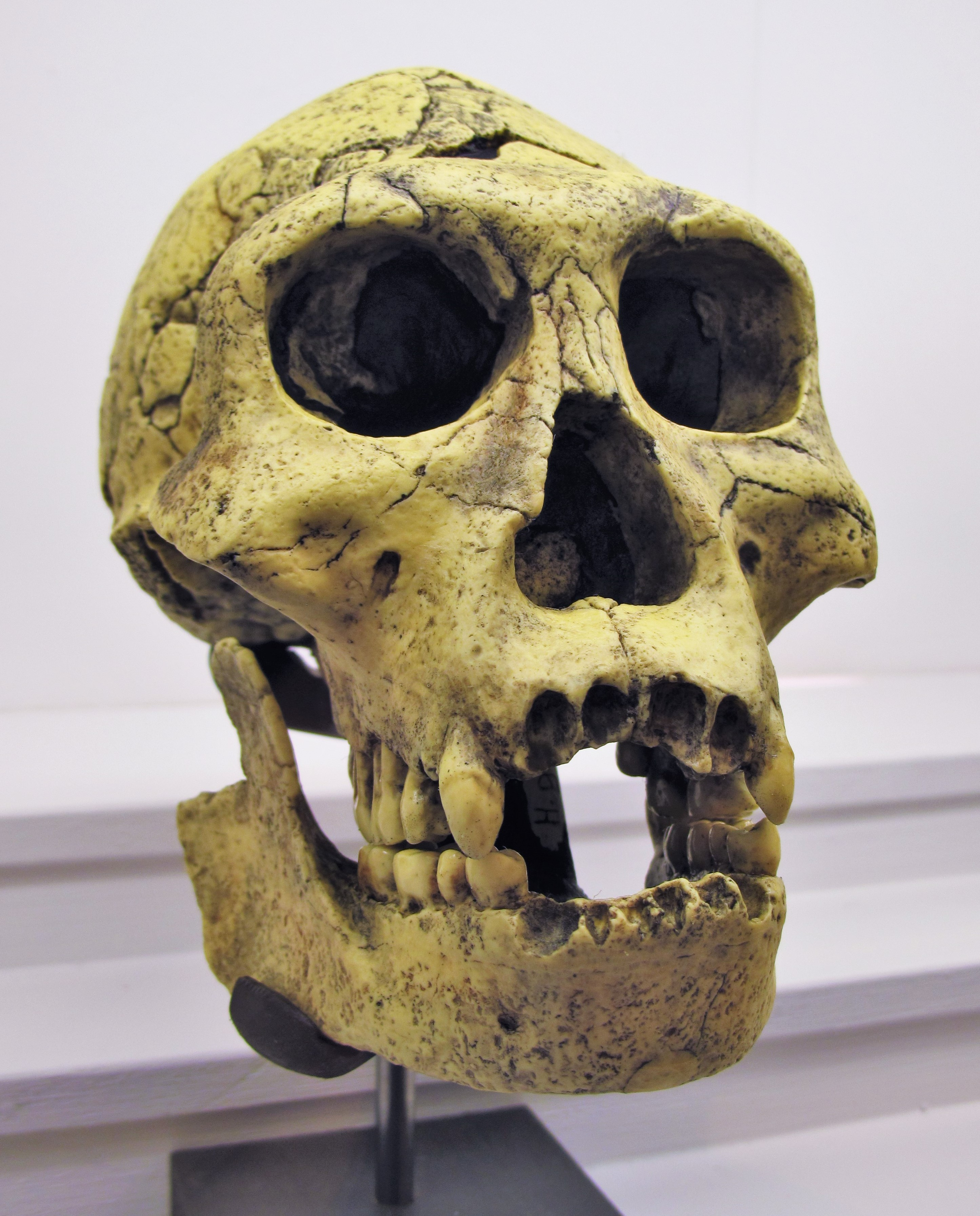
Homo erectus georgicus

- jávai előember (Homo erectus erectus)
- pekingi előember (Homo erectus pekinensis)
- Homo erectus yuanmouensis
- Homo erectus lantianensis
- Homo erectus palaeojavanicus
- Homo erectus soloensis
- Homo erectus seu sapiens paleohungaricus (Samu)

## Felépítésük
Ha a Homo ergastert korai Homo erectusnak tekintjük, akkor a turkanai fiúnak nevezett lelet alapján a korai, kifejlett Homo ergasterek agya körülbelül 900 cm³-es lehetett, testtömegük 68 kg, testmagasságuk pedig 185 cm, vagyis a mai embernél is magasabbak voltak. A késői, mintegy 500 000 éve élt Homo erectusok agytérfogata már kb. 1100 cm³ volt. (A mai emberé 1300–1400 cm³.)
Főbb fizikai jellegzetességeikre a csontleletekből következtethetünk:
- csapott homlok;
- vastag koponyacsontok;
- a szem felett összefüggő, kiálló szemöldökeresz;
- hosszú, alacsony agykoponya;
- egyenesebb arckoponya;
- atletikus test, izmos termet.

A turkanai fiú (ez a legjobban megtartott csontváz ebből az időből) maradványai alapján úgy tartják, hogy a Homo ergaster születés előtti és utáni fejlődési mintázata már a mai emberéhez állhatott közel: vagyis az újszülött kb. 9 hónap terhesség után viszonylag kis aggyal született, de az első években gyors növekedésnek indult – vagyis a Homo ergaster gyermekei is viszonylag hosszú ideig gondos törődést igényeltek.

## Életmódjuk
A Homo erectusok valószínűleg néhány mai vadászó-gyűjtögető embercsoportokhoz hasonlóan félig vándorló, félig letelepedett életet élhettek: vagyis hosszabb-rövidebb időt tölthettek el egy-egy telephelyen. Erre az utal, hogy ekkoriban jelentek meg az emberbolhák. Az élősködők ui. nem a gazdaállaton, hanem annak fekhelyén rakják le petéiket, ahol azok két hét alatt kikelnek. Az emberszabású majmoknak nincsenek bolháik, mivel szinte naponta máshol készítenek maguknak fekhelyet.
A Homo erectus-ok kb. 100 fős csoportokban élhettek. Elődeinél kisebb, de a modern embernél nagyobb nemi dimorfizmusukból arra lehet következtetni, hogy csoportszerkezetükben erősödhettek a korábban kialakult tendenciák, vagyis a laza csoportban szorosabbá, kölcsönösebbé vált a hím-nőstény kapcsolat (mindinkább együtt gondoskodtak a kölykökről is) és erősödhetett a hímek együttműködése.

## Eszközeik
Élelmüket főleg gyűjtögetéssel és kisebb állatok vadászatával szerezték, és bár idővel a húsevés jelentősége nőtt, a nagyvadakat még nem tudták rendszeresen elejteni. Speciális pattintott kőeszközeik mintegy 1,4 millió éve jelentek meg. Ezt az eszközkészítő technikát acheuli iparnak (acheuli kultúra) nevezik az észak-franciaországi Saint-Acheul melletti lelőhely után. Ezen eszközökről már látszik, hogy készítőinek volt előzetes elképzelésük arról, hogy mit akarnak készíteni.
Az acheuli ipar jellegzetes terméke a csepp alakú marokkő, amelynek előállítása néhány kísérletező antropológus számára több hónapos gyakorlat után sikerült. A leletekből az is kitűnt, hogy a készítők 60-70%-a jobbkezes lehetett (az emberszabású majmoknál ez az arány kb. 50%, a mai embernél pedig kb. 90%). Sok kutató furcsállja azonban, hogy a Homo erectusok eszközei több százezer év alatt sem változtak, és az egymástól távoli területeken talált kőeszközök is teljesen hasonlóak – annak ellenére, hogy gazdáik változatos környezetben éltek. Valószínűleg voltak csont- és faeszközeik is, ezek azonban nem maradtak ránk.
Nem készítettek összetett, több részből álló eszközöket, nem használtak ékszereket és nincsenek arra utaló jelek sem, hogy halottaikat eltemették volna, bár egyesek szerint az emberi öntudat valamely szintjével rendelkezhettek. Ők azt vallják, hogy a kultúra fokozatosan fejlődött, tehát nem akkor jött létre, amikor annak minden feltétele előzetesen megjelent.
Általánosan elfogadott, hogy a Homo erectus kezdte el használni a tüzet; ennek első, vitatott időpontját 1,4 millió évvel ezelőttre datálják. Biztosabb időpont a 700 000 év; a tűz használata a felső-őskőkorszakban vált általánossá. A tűz szerepe óriási volt:
- meleget adott, ezáltal lehetővé vált a hidegebb területek benépesítése;
- védelmet nyújtott a ragadozók ellen;
- segítette a különféle tápanyagok emészthetőségét;
- fényt adott, le lehetett ülni köré beszélgetni, ami fejlesztette a szociális készségeket.

A Homo erectus volt az első olyan emberfaj, amely elhagyta Afrikát. Maradványait megtalálták Európa és Ázsia enyhébb klímájú területein, azonban csak a gyalogszerrel elérhető helyeken – a vízen még nem tudtak közlekedni. Nem tudjuk pontosan, hogy az egyes földrészeken mikor jelent meg. Sok antropológus szerint egyes populációi kb. 1 000 000 éve hagyhatták el Afrikát, és feltehetően a tengerpartok mentén vándoroltak (ezek a területek az utolsó jégkorszak vége óta 100–200 méterrel a tenger szintje alatt vannak).

## Beszéd
Máig számos vita tárgya, hogy vajon a beszéd a Homo erectus-nál alakult-e ki. Egyesek szerint a nyelv az anatómiailag modern embernél jelent meg egy mutáció révén, mintegy 50 000 éve (nagy kiugrás). Mások szerint a beszéd kialakulása szorosan összefügg az agy  mintegy kétmillió éve elkezdődött növekedésével és nem egyetlen mutáció következménye; kialakulása inkább hosszú fejlődés eredménye. Azzal érvelnek, hogy ha korábban alakul ki a beszéd, akkor képes rá, hogy hatást gyakoroljon az agy és a hangképző szervek evolúciójára, míg ellenkező esetben nem. Szerintük a Homo erectus (és feltehetően már az őse is) tudott beszélni valamilyen szinten. Utóbbiak igazát a fosszilis koponyák vizsgálatai is alátámasztják.

## A Homo erectus kapcsolata más emberfélékkel

### Homo sapiens

#### Többközpontú elmélet
A többközpontú (multiregionális) elmélet szerint az afrikai, közel-keleti és távol-keleti Homo erectus populációkból közel egy időben, helyben fejlődött ki a Homo sapiens, és ezekből a helyi Homo sapiens populációkból fejlődtek ki az egyes mai emberfajták. Az elmélet szerint a neandervölgyi emberek lennének az itt élő Homo sapiens populációk közvetlen elődei.
Populációgenetikusok azonban vitatták ezt az elképzelést, mivel hosszú időn keresztül jelentős génáramlást feltételez az egymástól nagy távolságra levő központok között, hogy az evolúciós változások „eredménye” mindenhol a modern ember legyen. Az utóbbi évek molekuláris biológiai vizsgálatai végleg megcáfolták ezt az elméletet.

#### Egyközpontú elmélet
Ezt a modellt szokták még „Afrikai kiindulás”-nak nevezni, amely szerint a modern Homo sapiens Afrikában, valahol a Szaharától délre eső területeken alakult ki és innen kivándorolva népesítette be a többi földrészt, felváltva az ott élő Homo erectus illetve neandervölgyi populációkat. A régészeti leletanyag, de különösen az utóbbi években Spencer Wells populációgenetikus által vezetett Human Genom Project keretén belül végzett  vizsgálatok (mitokondriális DNS és Y-kromoszóma vizsgálatok) egyértelműen megerősítették ezt az elméletet: vagyis a modern ember Afrikából kiindulva, a Közel-Kelet felől hódította meg Európát ill. Ázsiát, nem keveredve az ott talált premodern populációkkal.

### Homo heidelbergensis
Magyarul: heidelbergi ember, a Homo erectus európai leszármazottja. Mintegy 700-800 000 évvel ezelőtt jelent meg és kb. 250-200 000 évvel ezelőtt alakult át a neandervölgyi emberbe. Sok antropológus nem ismeri el külön fajnak, mivel eltérései még a Homo erectus várható változatosságán belülre esnek.
1983-tól e populációról jelentősen bővültek az ismereteink, mivel az észak-spanyolországi Atapuerca mellett egy barlangban 2-300 000 éves, 32-50 egyedtől származó csontleletre bukkantak. Ez az első ismert lelőhely, ahol a temetkezés feltehető, ezenkívül a 4-től 32 éves koruk között eltemetett emberek több ezer darab csontja az egyedfejlődéstől a halálokokig sokféle vizsgálatot lehetővé tett.
Az atapuercai ember erősen különbözik a kortárs afrikai emberektől, ezért hosszú, izolált fejlődést feltételeznek, bár erős szelekciós nyomás esetén ezek a változások gyorsan is végbemehetnek.

### Homo floresiensis
A homo floresiensis (magyarul: flores-szigeti ember, köznapi nevükön: „hobbit”) első maradványait 2003-ban találták az indonéziai Flores szigetén. Jellegzetességük, hogy körülbelül 1 méter magasságúra nőtt hominidák voltak és a pleisztocén végén, mindössze 13 000 évvel ezelőtt haltak ki. Besorolásuk -a leletek újdonsága miatt- még heves viták tárgyát képezi, de valószínűleg a Homo floresiensis a Kelet-Ázsiába eljutott Homo erectus egy populációjának a szigeti lét miatt törpenövésűvé vált alakja. A modern ember minden bizonnyal még találkozott velük.

### Késői Australopithecus-fajok
A Homo erectus-szal egyidőben más emberfélék is éltek Afrikában. A korai Homo erectus huzamosabb ideig együtt élhetett legalább két Australopithecus-fajjal, ezek a még számos majomszerű vonást viselő, de már két lábon járó Australopithecus robustus és Australopithecus boiesi („majomemberek”). Ez a két faj kb. egymillió évvel ezelőtt kihalt. Érdekes kérdés, hogy mi lehetett a kihalásuk oka, illetve összefüggésben lehetett-e a Homo erectus elterjedésével.
Egy elmélet szerint a Paranthropus-fajok a korai Homo erectusok túlzott vadászatának eshettek áldozatul. Ennek alapja a következő meggondolás: ismert, hogy a főleg növényevő közönséges csimpánzok kisebb-nagyobb rendszerességgel vadásznak náluk kisebb majmokra. Ez jól mutatja, hogy a húsevés nemhogy elhanyagolható lenne számukra, de erőfeszítésekre is képesek érte. A csimpánzok kevéssé specializált állatok, így eredményesen csak olyan, viszonylag kis energiabefektetéssel és viszonylag veszélytelenül elejthető fajokra vadászhatnak, amelyeknek nem alakult ki hatékony védekező mechanizmusuk főemlősök támadásai ellen. Ilyen például a kolobuszmajom.
Ha most arra gondolunk, hogy a húsevés az idők során egyre jelentősebbé vált a (korai) emberfélék táplálkozásában, és ezzel párhuzamosan a vadászat technikája is fejlődött, úgy könnyen lehet, hogy a fejlettebb és erőteljesebb korai Homo-fajok kiirthatták a késői Australopithecus-fajokat. A korai emberfélék vadásztechnikája ui. még messze nem volt olyan fejlett és hatékony, mint a késő őskőkorszakban, amikor az ember már a gyapjas mamutokat is képes volt elejteni. A korai Homo-fajok feltehetően nem tudtak sem a szavannák fürge lábú állataira, sem a lomhább, de nagy testű állatokra vadászni – és még kevésbé a nagyragadozókra: maradtak tehát a viszonylag gyenge Paranthropus-fajok. Az ezek kihalásával megüresedett ökológiai fülkét a páviánok foglalták el.
Más elmélet szerint a Paranthropus-fajok túlságosan specializált növényevőkké váltak, és nem tudtak alkalmazkodni a növényvilág további változásához. Egy harmadik elképzelés alapja, hogy a Paranthropus-fajok kihalása egybeesett a szavannán élő páviánok elterjedésével. Elképzelhető, hogy a kompetíció (a fajok versengése) a páviánok győzelmével zárult.